# Duineser Elegien

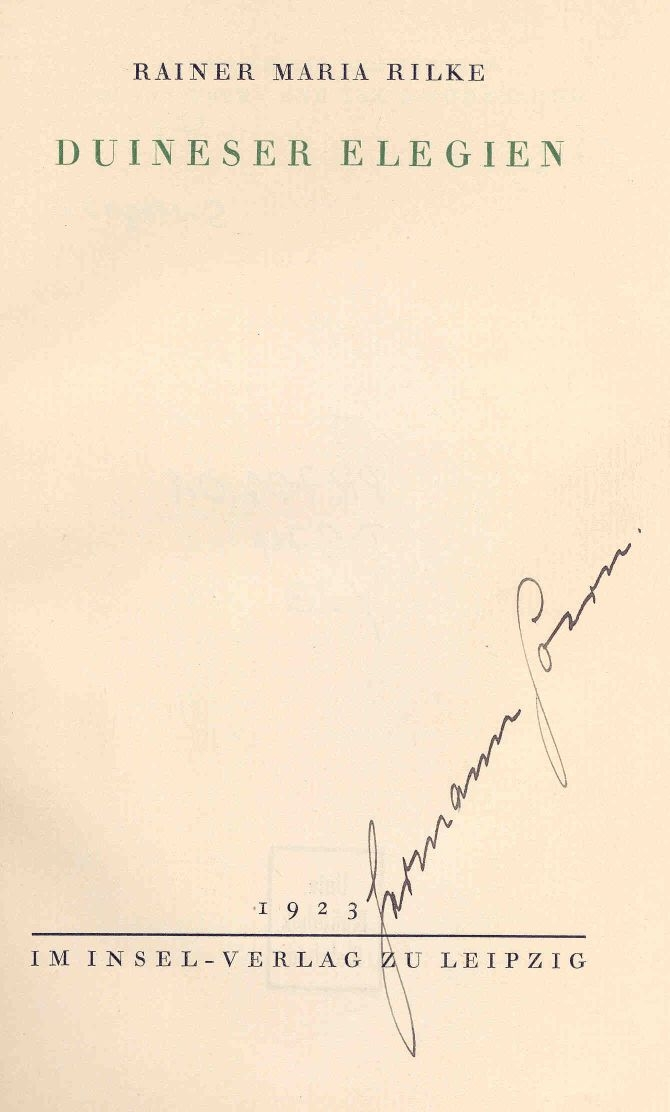
Titel der Erstausgabe (Nachdruck der Vorzugsausgabe) der Duineser Elegien im Insel-Verlag (1923)

Duineser Elegien ist der Titel einer Sammlung von zehn Elegien des Dichters Rainer Maria Rilke, die 1912 begonnen und 1922 abgeschlossen wurden.
Ihr Name leitet sich vom Schloss Duino bei Triest ab, wo Rilke 1912 Gast der Gräfin Marie von Thurn und Taxis-Hohenlohe war. Dort entstand die erste Elegie.
Die Duineser Elegien changieren zwischen der Darstellung glücklicher Momente – wie beispielsweise in der Liebe – und der Klage über allgemeine Probleme des menschlichen Bewusstseins. Rilkes ästhetischer Anspruch an die Elegien war die Zusammenführung der traditionellen Formen der Hymne und der Elegie. Mit dem Titel und der klagenden Haltung stellen sie sich in den Gattungszusammenhang der Elegie, ohne das formale Kriterium einer Elegie, in Distichen verfasst zu sein, immer streng zu erfüllen. Es wird das Versmaß des Distichons in Variationen und freirhythmischen Abweichungen umspielt. Die vierte und die achte Elegie sind sogar ganz in Blankversen geschrieben.

## Beschreibung und Deutungsaspekte

### Inhalt
In den Duineser Elegien entwickelt Rilke ein metaphysisches Weltbild. Der literarische Gehalt der Elegien erschöpft sich jedoch keineswegs in der Ausformulierung eines philosophischen Gedankens, sondern besteht zu einem wesentlichen Teil auch in der Form, in der dieser ausgedrückt wird. Daher kann die bloß paraphrasierende Inhaltsangabe dem Text nicht gerecht werden. Die Duineser Elegien beschäftigen sich mit den Widersprüchen der conditio humana, die zwischen menschlichem Dasein und seinen Bedingungen entstehen. Problematisch wird die menschliche Existenz für Rilke ebenso durch die „selbstreflexive Gespaltenheit des menschlichen Bewußtseins“, also die Möglichkeit, sich selbst zu betrachten und die daraus resultierende Unsicherheit, wie durch die Unbegreiflichkeit von Vergänglichkeit und Tod:

„[…] Dies, wie es möglich ist zu leben, wenn doch die Elemente dieses Lebens uns völlig unfasslich sind? Wenn wir immerfort im Lieben unzulänglich, im Entschließen unsicher und dem Tode gegenüber unfähig sind, wie ist es möglich dazusein?“

In den Duineser Elegien thematisiert Rilke das Leben mit diesen Widersprüchen auf poetische Weise. Die Probleme werden dabei nicht linear nacheinander abgehandelt und gelöst. Vielmehr wird der Raum der Probleme im Laufe des Zyklus immer weiter ausgeschritten, was sich darin zeigt, dass scheinbar gelöste Probleme wieder aufgegriffen und ihre Lösungen verworfen oder relativiert werden; so wird die Möglichkeit des mythologischen Trosts aus der ersten Elegie in der zweiten Elegie hinterfragt und negiert.
Um zu zeigen, was der Mensch ist, nutzt Rilke ein gängiges Verfahren der literarischen Anthropologie: Er verweist darauf, was der Mensch nicht ist, um die Seinsweise des Menschen zu beschreiben. Mythopoetisch stellt er dem Menschen einerseits die „Gegenbilder“ von Tier und Engel gegenüber, andererseits verweist er auf die „Grenzbilder menschlichen Seins“ wie das Kind, den Helden, den Jungverstorbenen und großen Liebenden. Engel und Tier sind frei von den oben beschriebenen Widersprüchen des menschlichen Bewusstseins. Doch auch in den „Grenzbildern“ schildert Rilke Situationen, in denen der Mensch die Grenzen der „gedeuteten Welt“ überschreitet, also die Grenzen der Welt, in der das menschliche Bewusstsein gefangen ist.
In einem Wechsel von Klage und Lob stellen die Duineser Elegien ein spannungsvolles Verhältnis zur Welt dar. Einerseits wird die nahezu erreichte Sehnsucht nach dem Leisten, nach einem sicheren, objektlosen Können und Glücken geschildert, wie es der „Held“ der sechsten Elegie beispielhaft verkörpert. Dem steht andererseits das Brauchen und Nichtgebrauchtwerden gegenüber. Dieser Spannung entspricht eine widersprüchliche Darstellung des Lebens, das teils als Dasein, Hiersein gerühmt, teils als Dauern – als Leben in Erwartung des Todes – beklagt wird. Dieser Widerspruch resultiert aus dem Bewusstsein des Menschen und aus seinem Wissen um die Sterblichkeit und den Tod: „Blühn und verdorrn ist uns zugleich bewußt.“ Als Illustration der Widersprüchlichkeit durchzieht das Motiv von Auf- und Abwärtsbewegung, von Hinaufgeworfenwerden und Hinunterfallen die Duineser Elegien als Bild für eine Bewegung, die ihr Gegenteil bereits in sich trägt. Dieses Steigen und Fallen veranschaulicht Rilke insbesondere in der fünften Elegie, indem er Straßenartisten beschreibt, aber auch mehrmals in den Bildern der Fontäne und des Baums: Dieser ragt aus der Erde auf, und zeigt dennoch mit seinen Blüten oder den fallenden Früchten wieder auf die Erde nieder.

### Stil

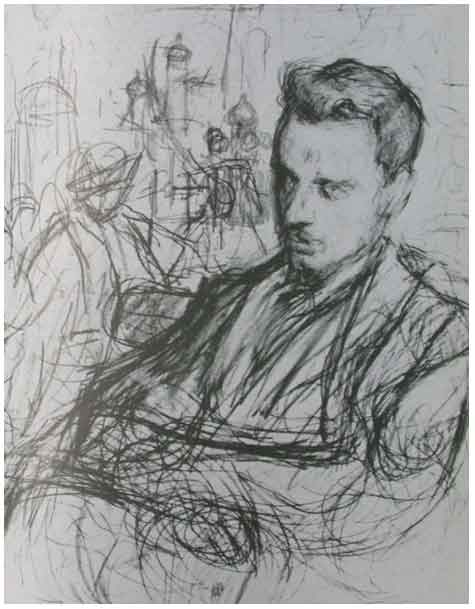
Rainer Maria Rilke. Skizze von Leonid Pasternak

Schwierigkeiten beim Verständnis ergeben sich vor allem aus dem Stil der Duineser Elegien. Die Schwierigkeit, die Duineser Elegien zu lesen, entsteht nicht nur aus der starken Verwendung von Relativ- und Vergleichssätzen. Die Elegien weichen von grammatischen Normen in der Verwendung der Konjunktionen daß, aber und und ab, indem Rilke oftmals den Bedeutungsgehalt der Konjunktion ignoriert und sie als Signalworte verwendet. Bei den häufigen Tempuswechseln ist mitunter der Modus des Verbs syntaktisch uneindeutig und kann oftmals auch durch semantische Analyse nicht eindeutig erschlossen werden.
Ein weiteres Beispiel für sinnerzeugende und daher verständnisrelevante Abweichungen von der grammatischen Norm ist Rilkes Verwendungsweise des Verbs können, das Rilke oftmals nicht als modales Hilfsverb verwendet, sondern eigenständig ohne ergänzendes Vollverb.
Außerdem sind die Duineser Elegien durch zahlreiche Verweise untereinander besonders dicht mit Motiven gefüllt, die durch diese Verweise einen eigenen Sinn erhalten, der vom gewöhnlichen Wortsinn mitunter abweicht. Ein zentrales Beispiel hierfür ist der „Engel“, der nicht mit einer christlichen Vorstellung von Engeln zu verwechseln ist. Besonders für die Duineser Elegien ist auch die bildhafte, metaphernreiche Sprache, die oftmals sehr konkrete Beobachtungen zum Anlass analogisierender poetischer Betrachtungen nimmt.

### Wiederkehrende Motive

#### Der Engel
„Der ‚Engel‘ der Elegien hat nichts mit dem Engel des christlichen Himmels zu tun (eher mit den Engelgestalten des Islam) […] Der Engel der Elegien ist dasjenige Geschöpf, in dem die Verwandlung des Sichtbaren in Unsichtbares, die wir leisten, schon vollzogen erscheint. Für den Engel der Elegien sind alle vergangenen Türme und Paläste existent, weil längst unsichtbar, und die noch bestehenden Türme und Brücken unseres Daseins schon unsichtbar, obwohl noch (für uns) körperhaft dauernd. Der Engel der Elegien ist dasjenige Wesen, das dafür einsteht, im Unsichtbaren einen höheren Rang der Realität zu erkennen. Daher »schrecklich« für uns, weil wir, seine Liebenden und Verwandler, doch noch am Sichtbaren hängen.“

Der Engel ist ein Leitmotiv der Duineser Elegien. Die Existenz des Engels ist problematisch: Zwar leben die Engel „hinter den Sternen“, dennoch ist dies keine von der Immanenz abgeschiedene Transzendenz – es wird als möglich angesehen, „einer [nähme] mich plötzlich ans Herz“. Doch ist zugleich die Existenz des Engels überhaupt fraglich, die Beziehung zwischen Mensch und Engel ist hypothetisch. Die Engel sind „Vögel der Seele“. Das ist so interpretiert worden, dass die Engel Geschöpfe der menschlichen Seele, dann also reine Vorstellungen, oder aber Geschöpfe der göttlichen Seele seien.
Der Engel dient, wie auch die Gegenbilder des Tiers und der Puppe, der Beschreibung dessen, was der Mensch nicht ist. Besonders die immer wiederkehrende Klage über die Aporien des menschlichen Bewusstseins werden durch den Engel konterkariert: Der Engel verfügt über unendliches Bewusstsein, hat dabei aber keine körperliche Existenz. Dies, und die Unzeitlichkeit des Engels („Engel (sagt man) wüßten oft nicht, ob sie unter / Lebenden gehn oder Toten“), ist „schrecklich“ für die Menschen: Die Differenz von Mensch und Engel ist eine schmerzliche Differenz, die in einer Vorzeit, von der die Mythologie berichtet, geringer war als heute.

### Einzelbeschreibungen

#### Die erste Elegie
Am 21. Januar 1912 aus Duino an Marie Taxis gesandt, wohl unmittelbar nach der Entstehung
Am Beginn der Elegie steht die Unmöglichkeit, einen Engel zu rufen. Auf der Klage über diese Unmöglichkeit aufbauend schlägt die Elegie wesentliche Motive des Zyklus an: Als Gegenbilder des Menschen werden Engel vorgestellt, welche schön und schrecklich zugleich sind, und Vögel, die vielleicht befähigt sind, die Leere zu fühlen, und die damit über das menschliche Bewusstsein hinausgehen. Denn diese Leere steht in der ersten Elegie exemplarisch für die Probleme des menschlichen Bewusstseins: Leere ist der Raum, den der Sterbende hinterlässt, aber auch der Inhalt der Umarmung, also der andere Mensch, der geliebte Mensch, ist Leere. Damit steht die Leere für die Unzulänglichkeiten des menschlichen Bewusstseins, den Tod und den Geliebten zu begreifen. Neben den Gegenbildern von Engel und Tier führt Rilke in der ersten Elegie auch die Grenzbilder des menschlichen Seins ein, welche im Zyklus immer wiederkehren: die Liebenden, der Held und die jungen Toten. Der Unterschied zwischen Toten und Lebenden wird als nur scheinbar und für Engel als unerheblich beschrieben. Damit stiftet die Seinsweise der Toten einen Sinn, mit dem sich das Dasein der Lebenden deuten lässt.
Der Tonfall der ersten Elegie wechselt zwischen klagend und preisend. Mit dem Leitmotiv des Brauchens gehen die verschiedenen menschlichen Probleme einher, das Problem, nicht zu brauchen und nicht gebraucht zu werden, aber auch die glücklicheren Momente des Frühlings. Die Nacht, „die ersehnte, / sanft enttäuschende“ und die Musik werden als entgrenzende Erlebnisse geschildert, an denen es sich erweist, dass „wir nicht sehr verläßlich zu Haus sind / in der gedeuteten Welt.“
Das mythologische Beispiel des Linos – eines griechischen Halbgotts, der im jugendlichen Alter getötet wurde – demonstriert, wie die Menschen mit dem Bewusstsein des Todes umgehen können: Im Klagelied über Linos' Tod ist der Trost der Musik enthalten, die in der Lage ist, die Leere, die ein Toter beim Sterben hinterlässt mit Schwingung zu erfüllen, „die uns jetzt hinreißt und tröstet und hilft.“

#### Die zweite Elegie

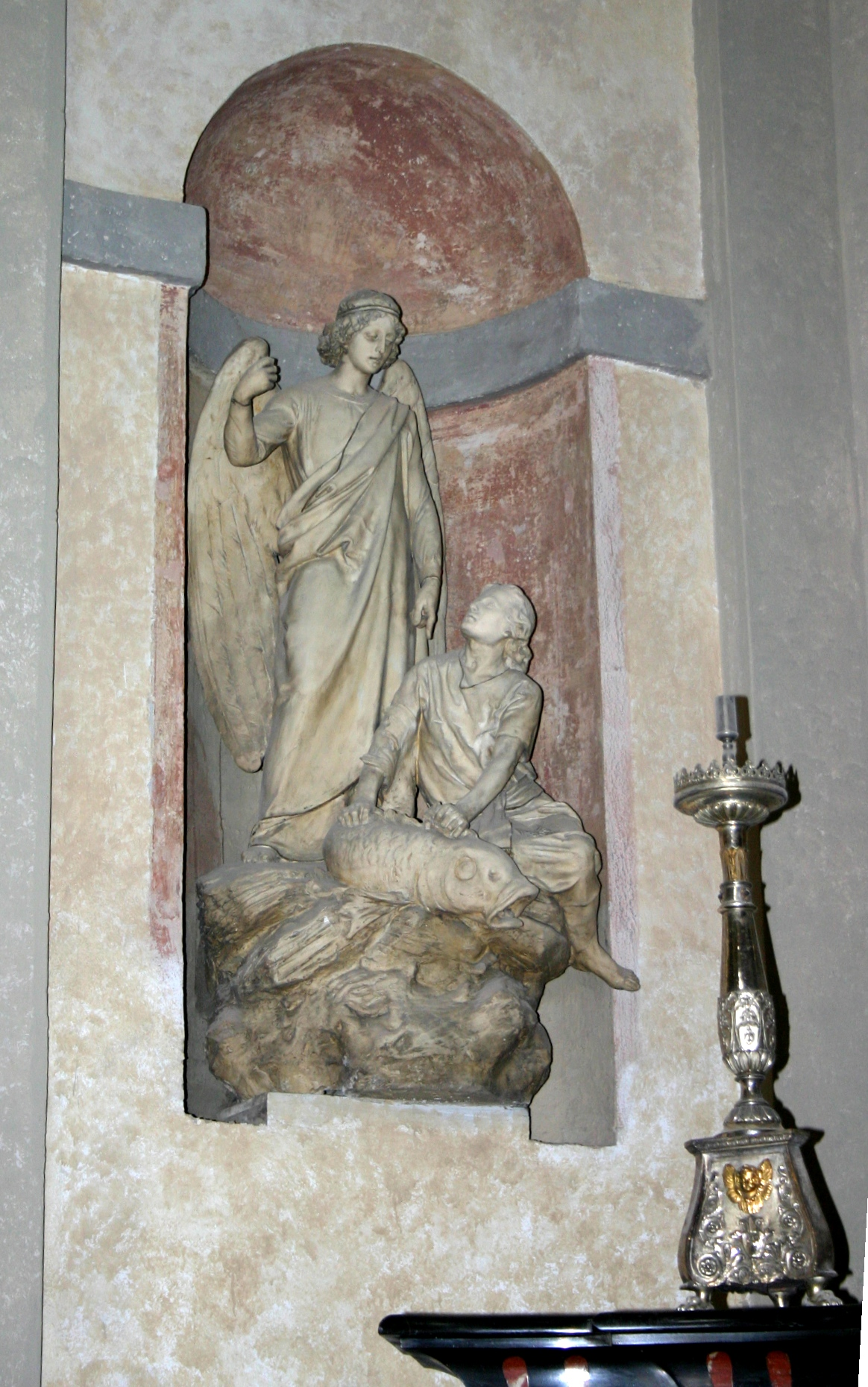
„Tobias und der Engel“, Skulptur in der Kirche San Nicolao in Mailand

Duino, Ende Januar / Anfang Februar 1912
Die zweite Elegie greift die Motive der ersten auf und vertieft diese. Wie die erste Elegie beginnt auch die zweite Elegie mit der Reflexion über die Anrufung des Engels. Die ersten drei Strophen der zweiten Elegie kontrastieren Engel und Mensch. Die Engel werden dabei mit den gleichen Worten wie in der ersten Elegie als schrecklich bezeichnet. Im Vergleich vom Jetzt mit dem Mythos der apokryphen Schrift des Buchs Tobias wird die heutige Distanz von Engel und Mensch dargestellt: Im Buch Tobias hilft der verkleidete Erzengel Raphael dem Tobias. In der Zeit des Mythos reichte also die Verkleidung des Engels aus, um die Differenz von Engel und Mensch zu überbrücken. Das Verschwinden dieser Zeit und damit der Verlust des – nicht explizit genannten – biblischen Paradieses werden beklagt, und die Distanz zwischen Mensch und Engel wird als unüberbrückbar dargestellt: Auf die ekstatische Preisung der Engel folgt die Klage über die Vergänglichkeit und Vergeblichkeit aller menschlichen Versuche, also über das, was zum Schluss der ersten Elegie mithilfe des Mythos als bewältigbar erschien. Damit wird die in der ersten Elegie beschworene trostspendende Fähigkeit des Mythos relativiert und eingeschränkt.
Wie in der ersten Elegie werden auch in der zweiten Elegie die Liebenden thematisiert. Die Liebe wird hier aber, im Gegensatz zur ersten Elegie, als paradoxes Erlebnis zwischen zwei Menschen dargestellt. Wird in der ersten Elegie die Einsamkeit selbst des Liebenden beklagt, löst sich in der zweiten Elegie vielmehr die Individualität in der Liebe auf. Das Bild des gegenseitigen Einander-Trinkens beim Kuss dient Rilke als Modell für die Liebe als eine wechselseitige Handlung, in der beide aktiven Subjekte zum passiven Objekt werden: Wenn beide Liebenden im gegenseitigen Kuss einander trinken, werden beide zum Getränk und der einzelne Trinkende als Handelnder verschwindet auf seltsame Weise. Die Bilder flüchtiger Berührungen auf attischen Grabsteinen könnten dieses Paradoxon auflösen, indem sie den Liebenden die Vorsicht in der gegenseitigen Berührung lehren. Weil wir aber zu unruhig sind, weil uns „das eigene Herz übersteigt“, können wir Heutigen diese Vorbilder nicht in einer apollinischen, mäßigend-gestaltenden Kunst fruchtbar machen.

#### Die dritte Elegie

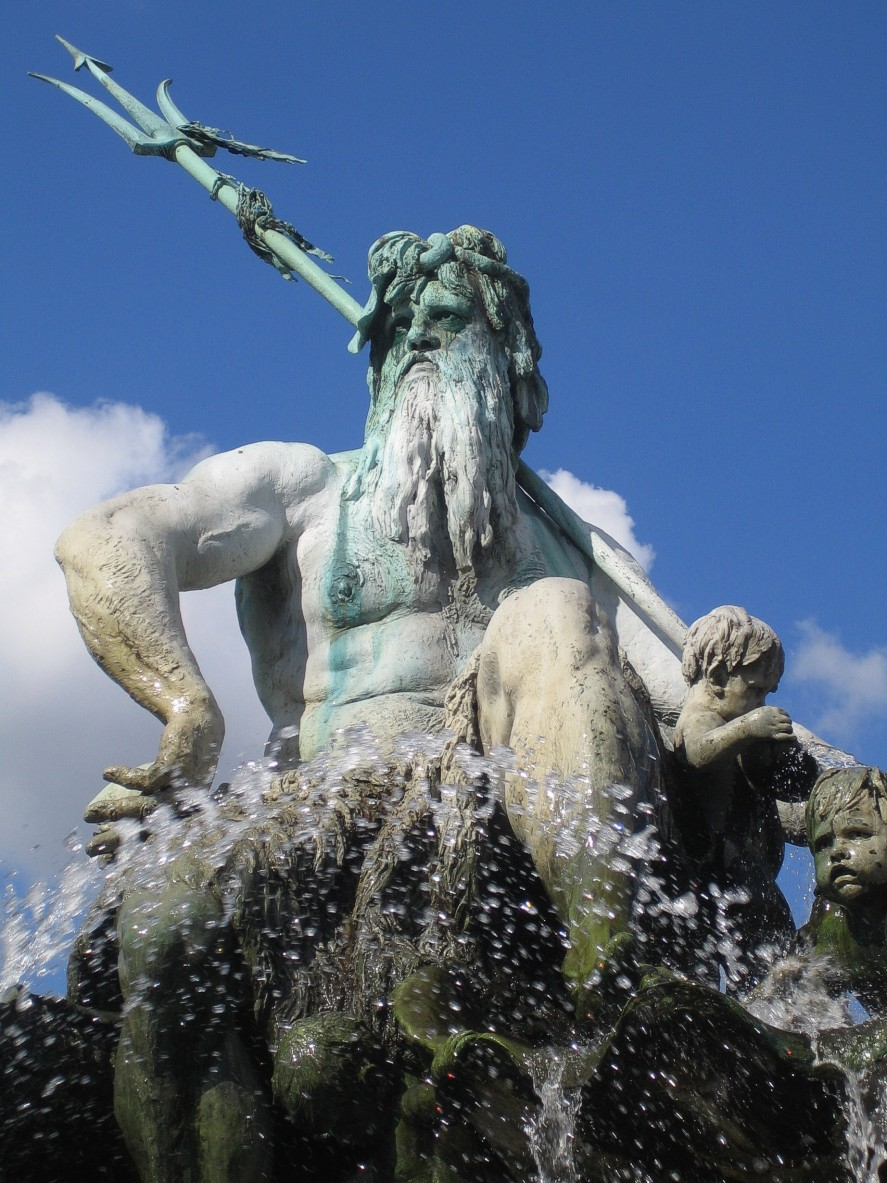
Neptundarstellung mit Dreizack – Neptunskulptur im Neptunbrunnen in Berlin-Mitte

Anfang 1912 auf Duino begonnen; erweitert und vervollständigt im Spätherbst 1913, Paris
An das Ende der zweiten Elegie anknüpfend, problematisiert Rilke in der dritten Elegie den Gegensatz zwischen Liebe und Sexualtrieb. Der dem Jüngling unbewusste („was weiß er selbst von dem Herren der Lust“) Trieb wird mit der mythisierenden Metapher des Neptun, des „verborgenen schuldigen Fluß-Gott[s] des Bluts“ und mit dessen klassisch-mythologischen Attributen „Dreizack“ und „Muschel“ beschworen, mit denen er in der Mythologie Stürme, hier „dunkele[n] Wind“, die Stürme der Leidenschaft erregt. Dem wird die Leichtigkeit der Geliebten gegenübergestellt, die mit dem Frühwind verglichen wird. Zwar löst die Geliebte die Liebe in dem „Jüngling“ aus. Aber sie bildet damit nur den Anstoß für die Freilegung des schon im Knaben angelegten, von der Mutter noch eingelullten Sexualtriebs: „Zwar erschrakst du ihm das Herz; doch ältere Schrecken / stürzten in ihn bei dem berührenden Anstoß.“ Das „Antlitz / seiner Geliebten“ ist rein und befindet sich, wie das Sternbild, in kosmischer Ordnung, wohingegen der Trieb unkenntlich ist. Die chaotische Gewalt des Triebs wird im Verlauf der Elegie gelindert und in etwas Vertrautes verwandelt. Als Beispiel für eine solche Linderung wird die schützende Kraft der Mutter genannt, die dem Kind die Finsternis vertraut macht.
Die Liebe eines Jünglings zu einem „Mädchen“ ist nicht unabhängig vom Trieb, sondern die ganze Stammesgeschichte der menschlichen Sexualität geht darin ein: „sondern die Väter, die wie Trümmer Gebirgs / uns im Grunde beruhn; sondern das trockene Flußbett / einstiger Mütter – ; sondern die ganze / lautlose Landschaft unter dem wolkigen oder reinen Verhängnis – dies kam dir, Mädchen, zuvor“.
Die Elegie, die stellenweise an Sigmund Freuds Triebtheorie erinnert, schließt mit dem Aufruf an die Geliebte, den Trieb des Jünglings zu lindern: Den „Ranken“ und dem „Urwald“ – eine gängige Metapher für triebhaftes Leben – wird der kultivierte „Garten“ gegenübergestellt, an den das Mädchen den Geliebten nah heranführen soll.

#### Die vierte Elegie
München, 22. und 23. November 1915
Die vierte Elegie ist eine Kritik des menschlichen Bewusstseins. Das menschliche Bewusstsein ist „nicht einig“, das heißt, es produziert Widersprüche: „Uns aber, wo wir Eines meinen, ganz / ist schon des Andern Aufwand fühlbar.“ Als Kontrast dient, wie auch in der achten Elegie, das Bewusstsein der Tiere: Die Zugvögel und die Löwen wissen nichts vom Tod und sind einig mit sich selbst. Die Spaltung des menschlichen Bewusstseins entsteht einerseits durch Erinnerung, durch das Bewusstsein des Vergehens der Zeit („Alles / ist nicht es selbst. O Stunden in der Kindheit, / da hinter den Figuren mehr als nur / Vergangnes war und vor uns nicht die Zukunft“) – dieses Problem wird gesondert in der achten Elegie behandelt. Andererseits wird das Bewusstsein durch zwischenmenschliche Beziehungen gespalten. Als Beispiel dafür wird die Liebesbeziehung herangezogen, deren bruchlose Vereinigung – wie in der zweiten Elegie beschrieben – scheitert: „Treten Liebende nicht immerfort an Ränder, eins im andern, / die sich versprachen Weite, Jagd und Heimat.“ Deutlicher wird die Konfliktsituation zwischen Eltern und Kind dargestellt: Die Angst des Vaters, die im Widerspruch zur Hoffnung des Kindes steht, sucht den Sohn noch über den Tod des Vaters hinaus heim.
Im Zentrum der Elegie steht die Beschreibung eines inneren Theaters hinter des „Herzens Vorhang“. Dabei werden die Puppe und der Engel als Extrempole und Gegenbilder menschlichen Seins beschrieben: Die Puppe als reine Äußerlichkeit, reines Objekt – das Gesicht der Puppe ist reines „Aussehn“ –, der Engel als reine Innerlichkeit, reines Subjekt. Auf der „Puppenbühne“, wenn die Marionettenpuppen von einem Engel gespielt werden, wird die Spaltung des menschlichen Bewusstseins aufgehoben: „Dann kommt zusammen, was wir immerfort / entzwein, indem wir da sind.“
Die letzte Strophe spricht vom reinen Bewusstsein des Kindes: Es ist noch ungespalten und kennt keine Zeit. Es wird danach gefragt, wer das Kind dieser Bewusstseinsform beraubt hat, und beklagt dies als Mord.

#### Die fünfte Elegie
Château de Muzot, am 14. Februar 1922
Der fünften Elegie dient eine Gruppe von Akrobaten als zentrales Symbol für die Bemühungen der Menschen, insbesondere der Liebenden. Die Akrobaten, die „Fahrenden, diese ein wenig / Flüchtigern noch als wir selbst“, werden als rastlos beschrieben, der Antrieb zu ihrer Aufführung ist ihnen nicht bewusst. Ihre Auf- und Abwärtsbewegungen, insbesondere die Menschenpyramide, der „Baum der gemeinsam / erbauten Bewegung (der, rascher als Wasser, in wenig / Minuten Lenz, Sommer und Herbst hat)“, dienen als Bild für trügerisches Gleichgewicht und Vergänglichkeit. In ihrer Auf- und Abwärtsbewegung verkörpern sie einen Prototyp der Rilkeschen Daseinsfigur, wie er auch in der siebenten Elegie mit der „Fontäne, / die zu dem drängenden Strahl schon das Fallen zuvornimmt“, dargestellt wird.
Das harte, schmerzhafte körperliche Training bewahrt die Akrobaten vor seelischen Schmerzen. Die eingeübte Leichtigkeit und Könnerschaft der Akrobaten ist schließlich eine Hoffnung für die unvollkommenen Liebenden, „die's hier / bis zum Können nie bringen“. Die beiden Ebenen des Bildes, die Ebene der Akrobaten und die der Liebenden, werden dabei durch die Gemeinsamkeiten in der Schilderung ihrer Orte verbunden: Der „Teppich“ des Straßenpflasters, auf dem die Artisten auftreten, kehrt wieder als „unsägliche[r] Teppich“, als Ort der Liebesvollendung. Die Allegorie der „Modistin, Madame Lamort“ – Frau Tod – verbindet diese beiden Bildebenen: Sie hat einerseits ihre Boutique auf einem Platz in Paris, auf dem die Akrobaten auftreten, andererseits „schlingt und windet“ sie „die ruhlosen Wege der Erde“ – ebenso wie die Fahrenden geschlungen werden – und erfindet daraus „Rüschen, Blumen, Kokarde, künstliche Früchte –, alle / unwahr gefärbt, – für die billigen / Winterhüte des Schicksals.“

#### Die sechste Elegie

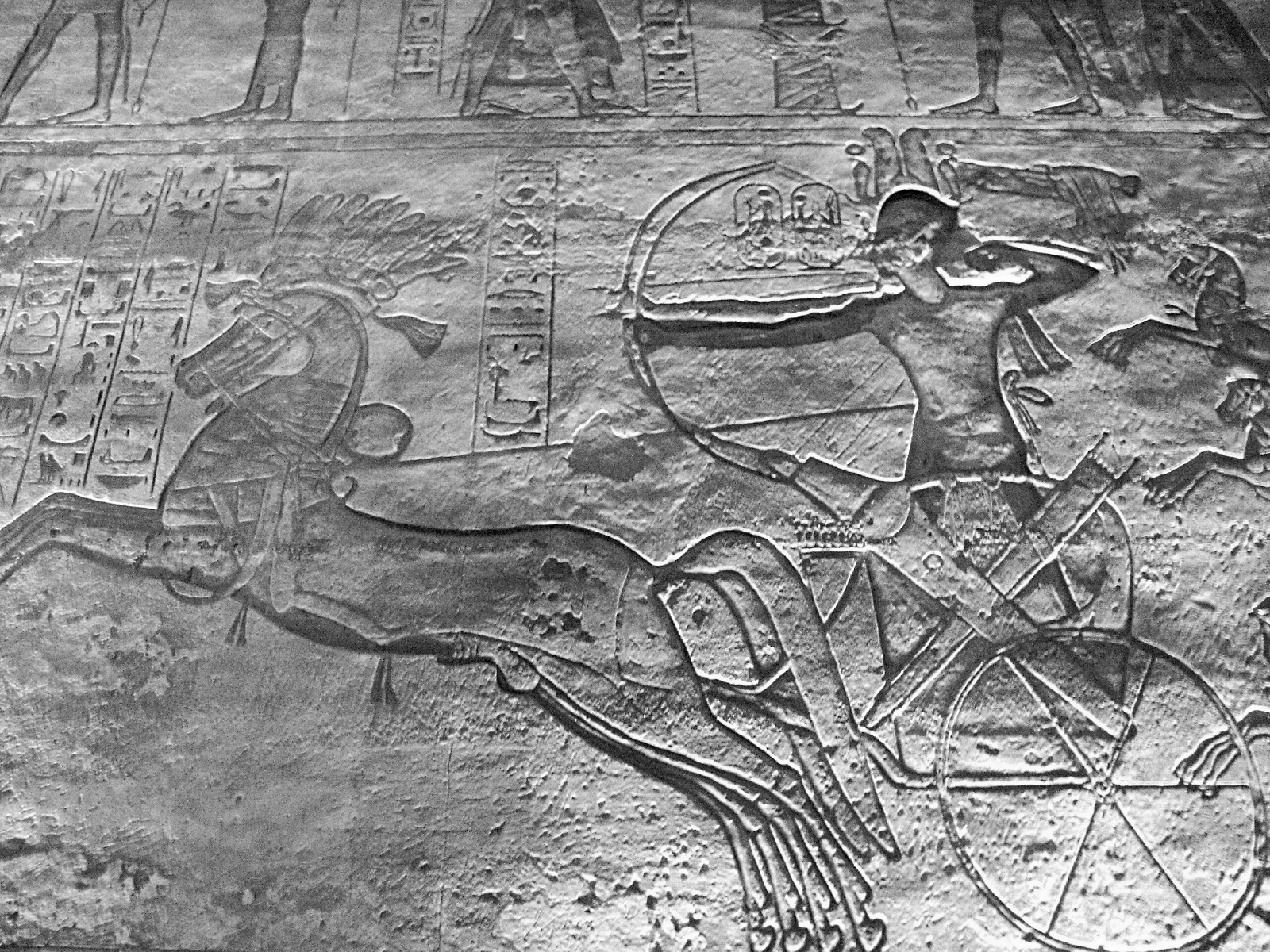
Ein ägyptisches Relief, ein „muldiges Bild“ (wie es in [VI.19 f.] heißt) – Darstellung Ramses II. mit Streitwagen, ähnlich den Reliefs in Karnak, auf die Rilke sich bezieht

Erster Ansatz: Februar/März 1912, Duino. Vers 1–31: Januar/Februar 1913, Ronda. Vers 42–44: Spätherbst 1913, Paris. Vers 32–41: am 9. Februar 1922, abends, Château de Muzot
Zu Beginn der sechsten Elegie wird der Feigenbaum bewundert, von dem Rilke schreibt, dass er Früchte beinah ohne vorherige Blüte ausbilde. Dieses Bild ist der Ausgangspunkt einer Klage über die Menschen, die es für rühmlich halten zu blühen, das heißt also: in der Blüte des Lebens, der Jugend, zu stehen, weil die „endliche Frucht“, das Alter, schon zu sehr mit Tod konnotiert ist.
Der Held dagegen ist eines der geglückten Gegenbilder zu den Nöten der condition humaine. Wie die Fahrenden (in der fünften Elegie) verkörpert er eine extreme Möglichkeit des menschlichen Daseins, hier ins Positive gewendet: „Wunderlich nah ist der Held doch den jugendlich Toten.“ Weil der Held unbekümmert um Tod und Vergänglichkeit lebt, unterscheidet sich seine Existenz von dem „Verweilen“ und „Dauern“ der gewöhnlichen Menschen: „Sein Aufgang ist Dasein.“

#### Die siebente Elegie
Château de Muzot, am 7. Februar 1922. Endgültige Fassung des Schlusses: 26. Februar 1922
Wie die erste, die zweite und die zehnte Elegie beginnt auch die siebente Elegie mit einer Reflexion über das Dichten. Zwar ist die siebente Elegie in dieser Hinsicht parallel zu den ersten beiden Elegien konstruiert. Anders als in den ersten beiden Elegien ist aber nicht eindeutig ein Engel angesprochen: Zunächst scheint offen, wer angesprochen wird, dann wechselt das angesprochene Gegenüber gleitend von der Geliebten zum Engel.
Die „Werbung“ des Dichters wird als „Schrei“ mit dem Balzruf des Vogels verglichen. Die zweite und dritte Strophe vergleichen dieses Werben mit der eskalierenden Aufwärtsbewegung des Tages: „Dann die Stufen hinan, Ruf-Stufen hinan“. Diese Aufwärtsbewegung, die aber „schon das Fallen zuvornimmt / im versprechlichen Spiel“, wird parallelisiert mit der steigenden Jahreszeit des Frühlings und gipfelt schließlich in der Erfahrung der hohen Nächte des Sommers.
Der Ruf des Dichters nach der „Liebende[n]“ riefe nicht nur die Geliebte, sondern auch die toten Mädchen aus ihren Gräbern hervor. Diese erinnern an die Herrlichkeit des Daseins: „Hiersein ist herrlich. Ihr wußtet es, Mädchen, ihr auch“. Die Reflexion über das aufsteigende Werben schlägt um zu einer nach innen gewendeten Weltsicht. Rilke geht zu einer „Verwandlungslehre“ über: Alles ist scheinbar, solange es nicht „innen verwandel[t]“ wird. Die Moderne, der „Zeitgeist“ macht die durch „Tempel“ und „Dom“ repräsentierte Religion verschwinden und verrückt sie damit ins Unsichtbare. Dabei wird aber der „Vorteil, / daß sie's nun innerlich baun, mit Pfeilern und Statuen, größer!“ nicht eingelöst.
Die letzte Strophe verweist auf den Anfang der Elegie, indem sie wiederum das Werben verneint. Die hier durchgeführte Denkfigur ist verwandt mit der in der ersten Elegie: Würde das lyrische Ich der ersten Elegie nicht gehört werden, selbst wenn es schrie, so käme hier der Engel nicht, selbst wenn um ihn geworben würde. Diese Paradoxie und Unmöglichkeit, um den Engel zu werben, wird mit dem Wortspiel des „Hinweg“ angedeutet – als Hin-Weg oder, in umgekehrter Richtung, als hinweg zu lesen – und im Bild des ausgestreckten Arms illustriert, der gleichzeitig Einladung und Abwehr bedeutet. In dieser Abwehr unterscheidet sich die schließende von der anfänglichen Absage an die Werbung: Zu Beginn der Elegie vergleicht das Aufgeben der Werbung den Sänger noch mit dem balzenden Vogel: Der singende Vogel vergisst „beinah“ seine Individualität, wird beinah eins mit seiner Umgebung, dem Frühling, und vergisst beinah seine Dürftigkeit. Die Äußerung des lyrischen Ichs, das sein eigenes Dichten betrachtet, „mein Rufen“ ist am Ende der Elegie gewandelt zu einer „Abwehr und Warnung“. Die Absage an die transzendente Figur des Engels, der nicht kommt, steht in Zusammenhang mit der Verwandlungslehre, nach welcher Sinn allein in der Transformation des Äußerlichen in Innerlichkeit zu finden ist, nachdem die Modelle zur Erklärung des Daseins dem Zeitgeist gemäß unanschaulich-abstrakt geworden sind, nach der unabwendbaren „Abrückung der Ereignisse ins Unsichtbare“.

#### Die achte Elegie
Château de Muzot, 7./8. Februar 1922
Die achte Elegie schließt inhaltlich, und mit dem Metrum des Blankverses auch formal, an die vierte Elegie an. Auch hier dient die Vorstellung vom Tier, das kein Wissen vom Tod habe, als Gegenbild dafür, das menschliche Bewusstsein als eines um sein Ende wissendes hervorzuheben. Doch nun wird das Gegenbild zur Gegenüber-Stellung erweitert, und darüber als Umkehrung vorgeführt. Im Wechsel der Perspektiven wird der Blick geöffnet für dieses „Schicksal: gegenübersein und nichts als das und immer gegenüber“, und Sichtweise hinsichtlich verschiedener Aspekte vorgestellt als umgekehrt, umgedreht, umgewendet. Im Kontrast zu menschlichem Bewusstsein erscheint das Tiergesicht somit als „Frei von Tod. Ihn sehen wir allein“. Und so sehe der Mensch „Gestaltung“ und „Welt“, nicht aber das Offene, „denn schon das frühe Kind wenden wir um und zwingens, dass es rückwärts Gestaltung sehe“.
Die Sicht auf das Offene sei dem Menschen damit verstellt, durch seinen Blick auf den Tod. So: „Immer ist es Welt und niemals Nirgends ohne Nicht: das Reine“. Als Menschen hätten wir „nicht einen einzigen Tag, / den reinen Raum vor uns“ – jenes: das von Verneinung Freie, „Unüberwachte, das man atmet“ und „unendlich weiß“. Als Kind kann sich „eins im Stilln [sic]“ an dies verlieren und „wird gerüttelt“; im Sterben wird ein jeder dazu werden und „ists“, denn er sieht den Tod so nah nicht mehr „und starrt hinaus, vielleicht mit großem Tierblick“; und mancher denn wird dem „wie aus Versehn“ nahe kommen, staunend, in der Liebe – aber dann bleibt es „aufgetan hinter dem anderen ...“, „der die Sicht verstellt“, und „über ihn kommt keiner fort“. So „wieder wird ihm Welt“.

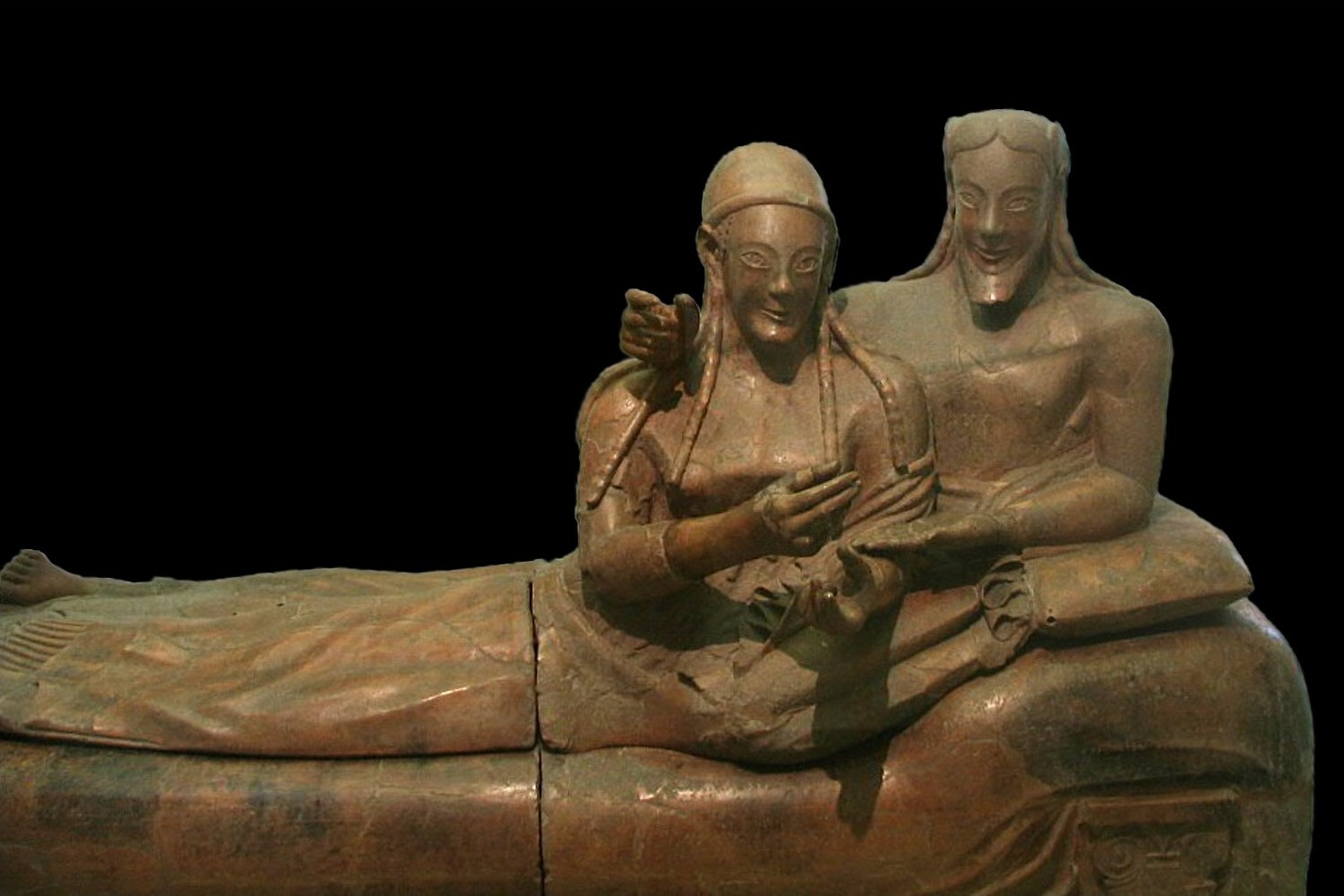
Etruskischer Sarkophag mit Darstellung der Begrabenen

Nach der Gegenüberstellung von „Bewußtheit unsrer Art“ und dem „sicheren Tier, das uns entgegenzieht / in anderer Richtung“, werden die Stellungen der Tiere relativiert und abgestuft. Die Säugetiere kennen zwar den Tod nicht, wohl aber die „Erinnerung“ an ihre Herkunft aus dem Mutterschoß. Nur die nichtsäugenden Tiere, die Mücke und der Vogel, haben diese Erinnerung nicht, wobei der Vogel, weil er aus dem Ei stammt, eine Zwischenstellung einnimmt. Um diese Ambivalenz, „die halbe Sicherheit des Vogels“, zu illustrieren, verwendet Rilke das Bild etruskischer Sarkophage, die das Bild des Begrabenen auf dem Deckel tragen, sodass der Verstorbene sowohl im Innern als auch außerhalb des Sarkophags ist. Rilke spielt damit auf die Scheinbarkeit der Unterscheidung von Leben und Tod in der ersten Elegie an. Die Eigenschaft, keine Erinnerung an einen Mutterschoß zu haben, setzt Rilke ins Verhältnis zur Fähigkeit des Fliegens. Zwischen den fliegenden Nichtsäugern und den Säugetieren steht damit die Fledermaus als fliegender Säuger, gleichsam als Irritation: „Wie vor sich selbst / erschreckt durchzuckts die Luft, wie wenn ein Sprung / durch eine Tasse geht. So reißt die Spur / der Fledermaus durchs Porzellan des Abends.“
Auf die Darstellung der Tiere folgt die Klage über die ordnende Tätigkeit des menschlichen Bewusstseins als nach innen gerichteter Versuch des Einschließens, mit welcher der Mensch zugrunde geht: „Uns überfüllts. Wir ordnens. Es zerfällt. / Wir ordnens wieder und zerfallen selbst.“

#### Die neunte Elegie
Vers 1/6a und 77/79: März 1912, Duino; der Kern: 9. Februar 1922, Muzot
Die neunte Elegie wechselt von der Klage über menschliche Unzulänglichkeit zum Lobpreis menschlicher Existenz und Lobpreis der Welt („Preise dem Engel die Welt“). Entscheidend für diesen Umschlag ist die Einsicht des lyrischen Ichs in die Einmaligkeit alles Seienden und in die Notwendigkeit, sich zu bescheiden. Die großen Gefühle sind „unsäglich“. Sie gehören zum Bereich des Engels („…ihm kannst du nicht großtun mit herrlich Erfühltem“). Für den Menschen – genauer: für den Dichter – gilt es, das Einmalige jedes einzelnen Dings zu erfassen („…Einmal jedes, nur einmal…“), im Wort zu erfassen, also zu „verwandeln“ und so die „Erde… unsichtbar in uns erstehn“ zu lassen. Das ist „Auftrag“, die Dinge „zu sagen so, wie selber die Dinge niemals innig meinten zu sein.“ Mit diesem Auftrag bekommt menschliche Existenz einen Sinn. Fragte das lyrische Ich in der ersten Elegie: „Ach, wen vermögen wir denn zu brauchen?“, so heißt die Antwort nun: Die Dinge, die Erde, sie brauchen uns.

#### Die zehnte Elegie
Vers 1–15: Duino, Anfang 1912; erweitert, aber nicht vollendet im Spätherbst 1913, Paris. Erste Fassung des Ganzen, fragmentarisch: Paris Ende 1913; im Februar 1922 verworfen und am 11. Februar 1922 durch die – ab Vers 16 völlig neue – endgültige Fassung ersetzt
Die zehnte Elegie beginnt mit der Hoffnung, „Daß ich dereinst, an dem Ausgang der grimmigen Einsicht, / Jubel und Ruhm aufsinge zustimmenden Engeln“. Das zu Lebzeiten erduldete Leid wird dann in Freude umschlagen. Denn das Leid ist nicht nur Vorübergehendes, sondern ist „Siedelung, Lager, Boden, Wohnort“: Der Schmerz muss ernst genommen werden, und kann nicht nur im Hoffen auf sein Ende vergeudet werden.
In einem zweiten, neun Jahre später entstandenen Teil der Elegie wird die dennoch bestehende Fremdheit des Leidens beschrieben. Dies geschieht mit dem gleichen einleitenden Wort „Freilich“, wie in der ersten Elegie in die Welt der Toten eingeführt wurde. Damit wird die Fremdheit des Leidens, der Gegensatz zwischen Leiden und Nicht-Leiden als ähnlich scheinbar wie der Gegensatz zwischen Leben und Tod angedeutet.
In einer Topographie des Leids – das Leid wird als „Leid-Stadt“ und als „Leidland“ verbildlicht – wird die Erfahrung des Leidens verräumlicht. Das lyrische Ich kritisiert die Tröstungen der Kirche: „O, wie spurlos zerträte ein Engel ihnen den Trostmarkt / den die Kirche begrenzt, ihre fertig gekaufte:“ Jenseits der Grenzen der Leidstadt ist Wirklichkeit zu finden. Das Glück wird in satirischen Wendungen als unstet und zufällig dargestellt.
Nach der Beschreibung der unzureichenden, fremden Leid-Stadt steht am Schluss der zehnten Elegie ein „Gleichnis“: Auch die „Kätzchen der leeren / Hasel, die hängenden“ und der „Regen, der fällt auf dunkles Erdreich im Frühjahr“ weisen nach unten, aber sie zeigen uns „die Rührung, / die uns beinah bestürzt, wenn ein Glückliches fällt.“ Der in den Duineser Elegien oftmals verbildlichte Gegensatz zwischen Steigen und Fallen verbindet sich darin, dass „steigendes Glück“ uns „beinah bestürzt“.

## Entstehung

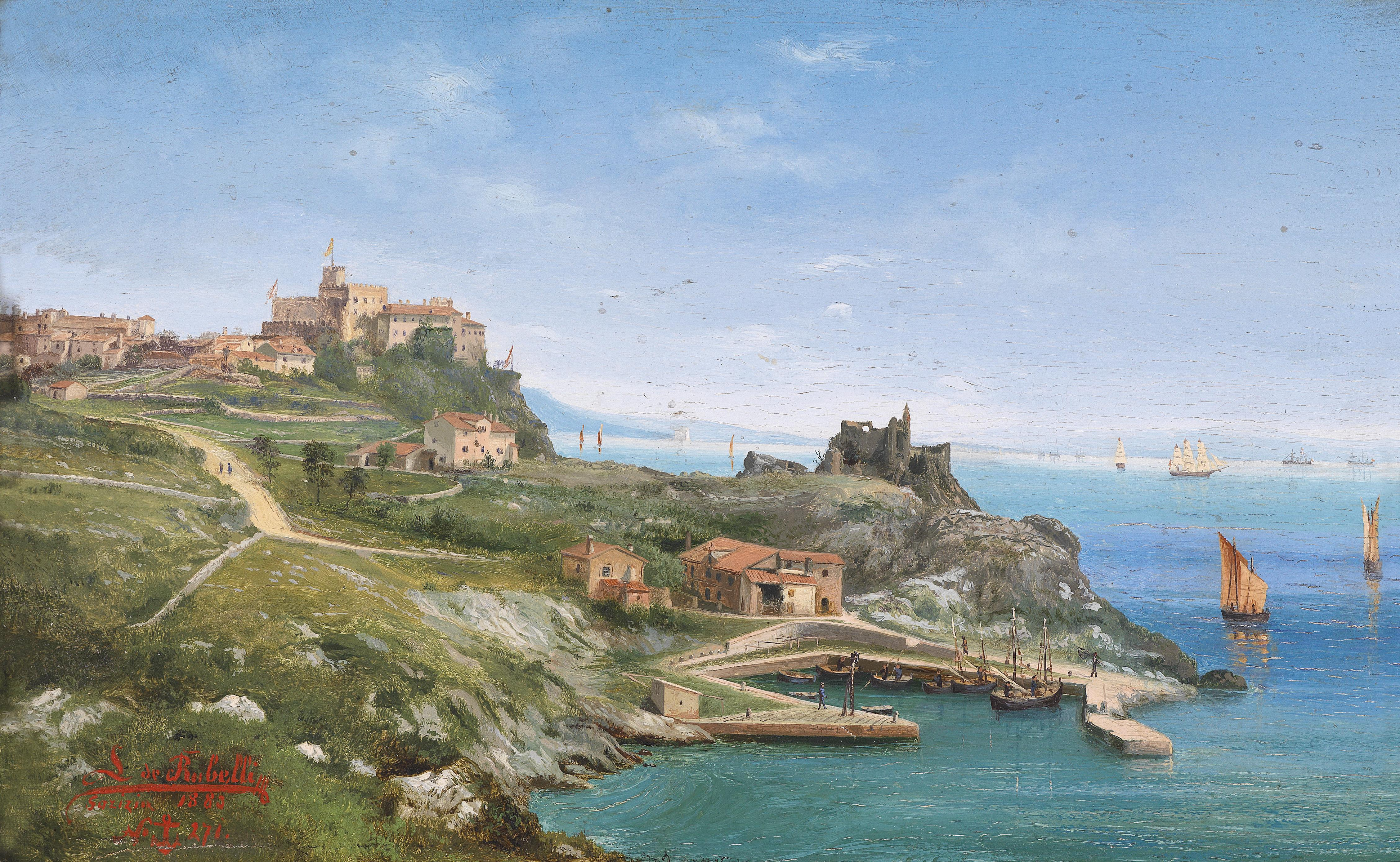
Ludwig Rubelli von Sturmfest: Schloss Duino, Gemälde von 1883

### Schaffenskrise
An der Entstehung der Duineser Elegien ist bemerkenswert, „daß ein schmales lyrisches Werk, ein Zyklus von zehn Elegien, über einen Zeitraum von eineinhalb Jahrzehnten hinweg so ausschließlich das Dasein seines Autors bestimmt, daß biographisch und literarisch kaum anderes daneben Eigengewicht zu erlangen vermochte.“ Nahezu alles, was Rilke in der Zeit nach dem Malte beeinflusste, sollte später in die Arbeit an den Duineser Elegien Eingang finden.
Die Niederschrift der Duineser Elegien im Zeitraum von 1912 bis 1922 fällt in eine biographische und werkgeschichtliche Krise Rilkes. Diese Krise wird einerseits auf äußere Ursachen zurückgeführt: Der Erste Weltkrieg erneuerte Rilkes Kindheitstrauma. Vor allem stellte die Wiener Militärzeit Rilkes Lebenskonzept als Dichter in Frage: Er wurde eingezogen, nachdem er die Vierte Elegie niedergeschrieben hatte, und so die unterbrochene Arbeit an den Elegien gerade wieder in Gang gekommen war. Andererseits wird sie als Symptom einer modernen Künstlerentwicklung gesehen. Nach der Arbeit am Malte hemmten ihn aber auch seine hohen Ansprüche: „Die Verzweiflung meiner Verhältnisse wird mir langsam klar: wie nach jenem Buch nichts mehr kommen (kann), wie es nicht mehr weiterging, nicht einmal ins Sterben. Ich war mit ihm irgendwie hinter den Tod gekommen, dorthin, wo nichts ist.“

### Schaffensorte

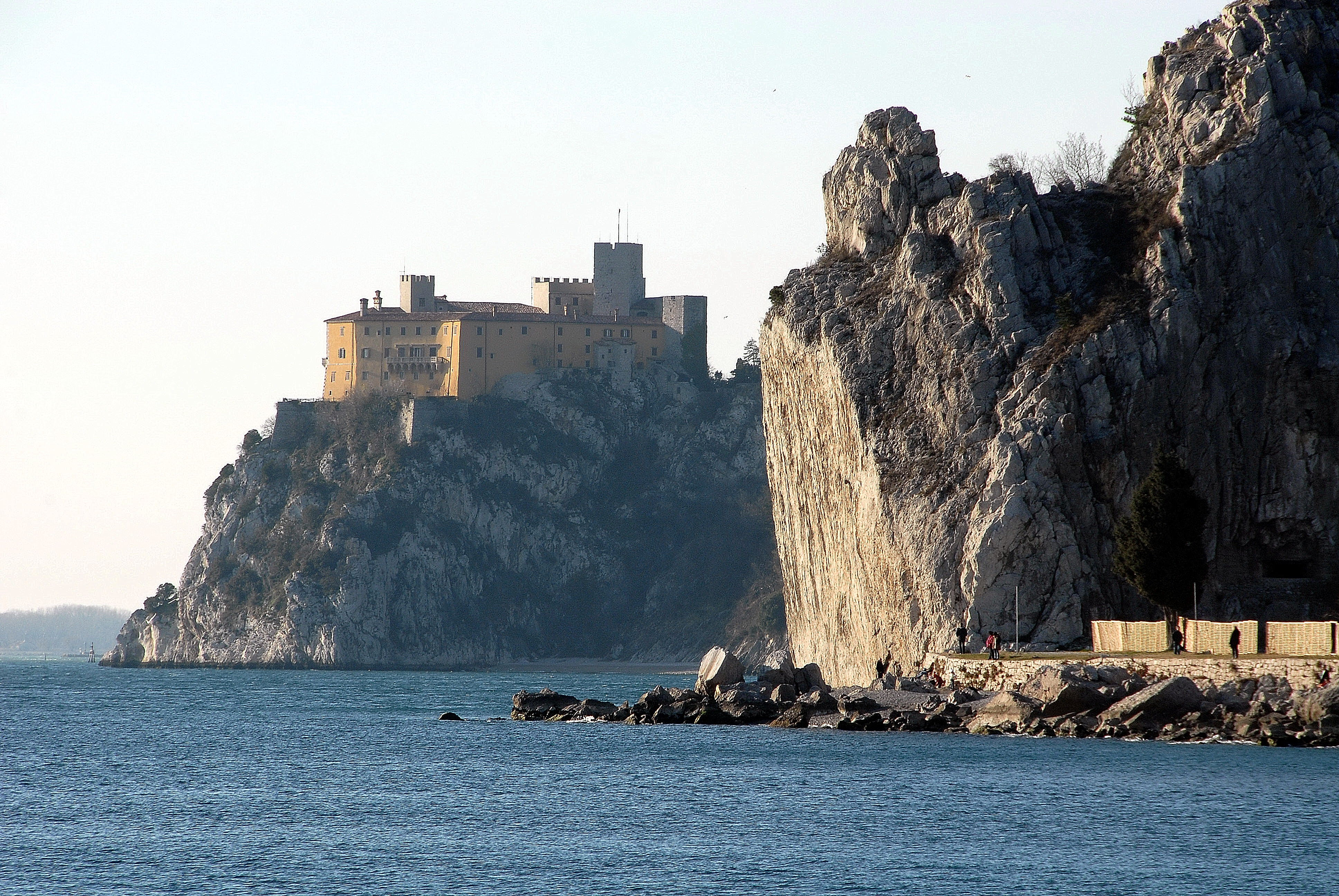
Schloss Duino

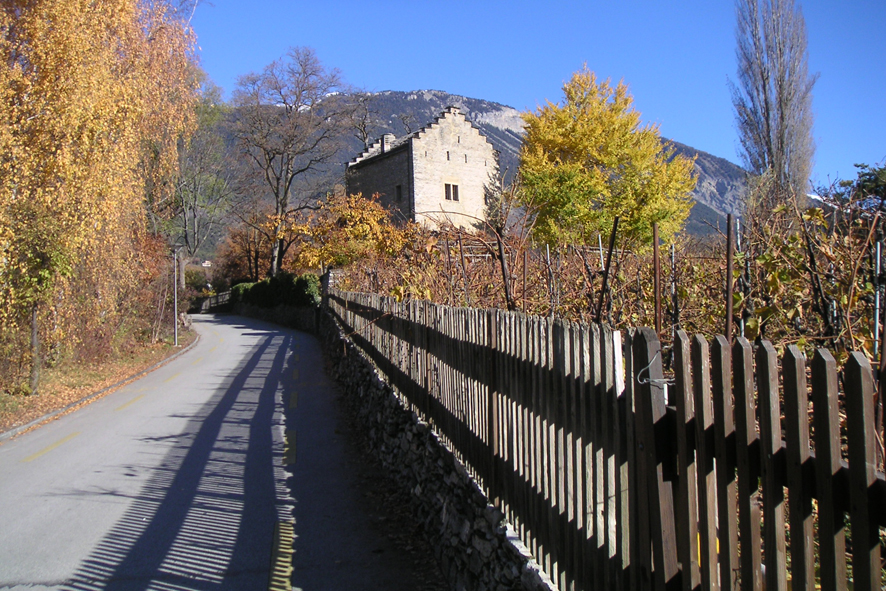
Chateau Muzot

Rilke suchte lange Zeit nach einem geeigneten Ort, um die Elegien zu schreiben. „Eine hohe Anzahl von Briefen belegt, welch hohe Bedeutung Rilke den äußeren Schaffensbedingungen, dem Auffinden einer »Retraite« [eines Rückzugsorts], die die Vollendung der ›Elegien‹ gewähren könnte, beimaß.“ Vom 22. Oktober 1911 bis zum 9. Mai 1912 befand sich Rilke auf Schloss Duino bei Triest zu Besuch bei der Gräfin Marie von Thurn und Taxis-Hohenlohe. Als er an einer Stelle an den Klippen vorbeizog, soll er im Wind eine Stimme gehört haben, die ihm die Worte „Wer, wenn ich schrie, hörte mich denn aus der Engel Ordnungen?“ zurief. Angeblich von diesem Ereignis inspiriert, begann er seine Erste Elegie mit diesen Worten. Die Orte des Schreibens: Schloss Duino, Schloss Berg und Chateau Muzot boten Rilke nicht nur Sesshaftigkeit und Zurückgezogenheit, sondern auch eine bedeutende Landschaft, „sichtbare Äquivalente für die Geräumigkeit der unsichtbaren »Landschaft«, die er in seinen zehn Gesängen erschaffen wollte.“

### Phasen der Niederschrift
Die zehn Jahre dauernde Niederschrift der Duineser Elegien fand in sechs zeitlich eng begrenzten Phasen statt. Auf Schloss Duino entstanden zwischen dem 21. Januar und März 1912 nur die ersten Elegien. Fortgeführt wurde das Werk zu den folgenden Zeiten und Orten:
- Januar–Februar 1913, in Ronda: VI. Elegie, Verse 1–31;
- Spätherbst 1913, Paris: IV. Elegie, Verse 42–44, Erweiterung der X. Elegie;
- 22.–23. November 1915, München: IV. Elegie;
- 12. November 1920 – 10. Mai 1921, auf Schloss Berg;
- 7.–26. Februar 1922, Chateau Muzot: VII. (7. Februar), VIII. (7.–8. Februar), IX. (9. Februar), IV. (Verse 32–41; 9. Februar), X. (11. Februar, neu ab Vers 13) und V. Elegie (14. Februar).

## Ausgaben
- Erstausgabe: Rainer Maria Rilke: Duineser Elegien, Insel, Leipzig 1923
- Rainer Maria Rilke: Werke. Kommentierte Ausgabe in vier Bänden. Hrsg. v. Manfred Engel u. a., Band 2: Gedichte. Insel, Frankfurt am Main und Leipzig 1996.
- Duineser Elegien und zugehörige Gedichte 1912-1922. Hrsg. v. Christoph König, Wallstein Verlag, Göttingen 2023.